# Tan Long
Tan Long (谭龙S, Tán LóngP; Dalian, 1º aprile 1988) è un calciatore cinese, attaccante del Changchun Yatai e della nazionale cinese.

## Carriera

### Club
Ha giocato nella massima serie statunitense e in quella cinese.

### Nazionale
Il 26 marzo 2018 ha esordito con la nazionale cinese giocando l'amichevole persa 1-4 contro la Rep. Ceca.

## Statistiche

### Cronologia presenze e reti in nazionale
| Cronologia completa delle presenze e delle reti in nazionale ― Cina | Cronologia completa delle presenze e delle reti in nazionale ― Cina | Cronologia completa delle presenze e delle reti in nazionale ― Cina | Cronologia completa delle presenze e delle reti in nazionale ― Cina | Cronologia completa delle presenze e delle reti in nazionale ― Cina | Cronologia completa delle presenze e delle reti in nazionale ― Cina | Cronologia completa delle presenze e delle reti in nazionale ― Cina | Cronologia completa delle presenze e delle reti in nazionale ― Cina |
| Data                                                                | Città                                                               | In casa                                                             | Risultato                                                           | Ospiti                                                              | Competizione                                                        | Reti                                                                | Note                                                                |
| ------------------------------------------------------------------- | ------------------------------------------------------------------- | ------------------------------------------------------------------- | ------------------------------------------------------------------- | ------------------------------------------------------------------- | ------------------------------------------------------------------- | ------------------------------------------------------------------- | ------------------------------------------------------------------- |
| 26-3-2018                                                           | Nanning                                                             | Cina                                                                | 1 – 4                                                               | Rep. Ceca                                                           | China Cup 2018                                                      | -                                                                   | 54’                                                                 |
| 21-3-2019                                                           | Nanning                                                             | Cina                                                                | 0 – 1                                                               | Thailandia                                                          | China Cup 2019                                                      | -                                                                   | 80’                                                                 |
| 25-3-2019                                                           | Nanning                                                             | Cina                                                                | 0 – 1                                                               | Uzbekistan                                                          | China Cup 2019                                                      | -                                                                   |                                                                     |
| 10-12-2019                                                          | Pusan                                                               | Cina                                                                | 1 – 2                                                               | Giappone                                                            | EAFF E-1 Football Championship 2019 - 3º turno                      | -                                                                   |                                                                     |
| 15-12-2019                                                          | Pusan                                                               | Corea del Sud                                                       | 1 – 0                                                               | Cina                                                                | EAFF E-1 Football Championship 2019 - 3º turno                      | -                                                                   |                                                                     |
| 18-12-2019                                                          | Pusan                                                               | Hong Kong                                                           | 0 – 2                                                               | Cina                                                                | EAFF E-1 Football Championship 2019 - 3º turno                      | -                                                                   | 46’                                                                 |
| 11-6-2022                                                           | Sharja                                                              | Cina                                                                | 5 – 0                                                               | Maldive                                                             | Qual. Mondiali 2022                                                 | 1                                                                   | 70’                                                                 |
| 20-7-2022                                                           | Pusan                                                               | Cina                                                                | 0 – 3                                                               | Corea del Sud                                                       | EAFF E-1 Football Championship 2022 - 3º turno                      | -                                                                   |                                                                     |
| 24-7-2022                                                           | Pusan                                                               | Cina                                                                | 0 – 0                                                               | Giappone                                                            | EAFF E-1 Football Championship 2022 - 3º turno                      | -                                                                   |                                                                     |
| 27-7-2022                                                           | Pusan                                                               | Cina                                                                | 1 – 0                                                               | Hong Kong                                                           | EAFF E-1 Football Championship 2022 - 3º turno                      | 1                                                                   |                                                                     |
| Totale                                                              |                                                                     | Presenze                                                            | 10                                                                  |                                                                     | Reti                                                                | 2                                                                   |                                                                     |